# Amblyolpium japonicum
Amblyolpium japonicum är en spindeldjursart som beskrevs av Kuniyasu Morikawa 1960. Amblyolpium japonicum ingår i släktet Amblyolpium och familjen Garypinidae. Inga underarter finns listade i Catalogue of Life.